# Synhymenium
Synhymenium là một chi rêu trong họ Targioniaceae.